# Aïn Fares, Mascara
Ain Fares là một đô thị thuộc tỉnh Mascara, Algérie. Dân số thời điểm năm 2002 là 12.454 người.